# Otto Wahle
Otto Wahle, né le 5 novembre 1879 et mort le 11 août 1963, est un nageur autrichien.

## Jeux olympiques
- Jeux olympiques d'été de 1900 à Paris 
  -  Médaille d'argent sur 200m avec obstacles.
  -  Médaille d'argent sur 1000m.
- Jeux olympiques d'été de 1904 à Saint-Louis 
  -  Médaille de bronze sur 440 yards.